# Jamba do Cuando
Jamba, também chamada de Jamba do Cuando, é uma vila e sítio histórico angolano que se localiza na província do Cuando, pertencente ao município de Luiana.
Nesta localidade estava, entre 1979 e 1999, a sede da União Nacional para a Independência Total de Angola (UNITA) e o mais importante quartel-general (e consequentemente a base clandestina) do barço armado Forças Armadas de Libertação de Angola (FALA) para o sul e sudeste do país durante a Guerra Civil Angolana. A posição da localidade como centro internacional de recepção do tráfico internacional de armas foi revelada após o acidente do Lockheed L-100 em Angola em 1989.